# نسبة الكتلة إلى الضوء
في الفيزياء الفلكية وعلم الكون الفيزيائي نسبة الكتلة إلى الضوء، وعادة ما يتم تعيينها برمز أبسيلون اليوناني {\displaystyle \Upsilon }, هو النسبة بين الكتلة الكلية والحيز المكاني (الفضائي) (عادة على مقاييس المجرة أو العنقود المجري) وضياؤها.وغالبا ما يتم التعبير عن هذه النسبة باستخدام القيمة المحسوبة للشمس كنسبة أساسية ثابتة {\displaystyle \Upsilon _{\odot }} = 5133 كغم/واط مساوية لكتلة شمسية مقسومة على الضياء الشمسي . نسبة الكتلة إلى الضوء للمجرات والعناقيد كلها أكبر بكثير من {\displaystyle \Upsilon _{\odot }} ويرجع ذلك جزئيا إلى حقيقة أن معظم هذه المادة الباريونية في هذه الأجرام لا تكمن داخل النجوم ولكن أيضا في شكل غازات وغبار في الوسط بين نجمي وتشير عمليات الرصد إلى أن جزء كبير من كتلة هذه الأجرام موجود في شكل مادة مظلمة.
يتم الحصول على لمعان من الملاحظات الضوئية، وتصحيح السطوع الملاحظ للجسم من وجوه لآثار تعتيم والإخماد. بشكل عام، ما لم يتم الحصول على طيف كامل من الإشعاع المنبعث من الكائن، يجب استقراء نموذج إما من خلال قانون الطاقة أو الجسم الأسود. اللمعان الذي تم الحصول عليه بهذه الطريقة يعرف باسم اللمعان البوليمري.
غالبًا ما يتم حساب الكتل من ديناميات نظام نظرية فيريال أو من عدسة الجاذبية. تتراوح نسب الكتلة إلى الضوء النموذجية للمجرات من 2 إلى 10 ϒ☉ بينما في الكتلة الأكبر، تبلغ نسبة الكتلة إلى الضوء في الكون المرئي حوالي 100 ϒ☉ ، بالتوافق مع أفضل نموذج كوني مناسب حاليًا (نموذج لامبدا-سي دي إم).

## روابط خارجية
- Merrifield، Michael (2009). "ϒ – Mass to Light Ratio". Sixty Symbols. برادي هاران لجامعة نوتنغهام. مؤرشف من الأصل في 2018-10-10.
- .MASS-TO-LIGHT RATIOS OF GALAXIES